# Gymnasium Holthausen
Das Gymnasium Holthausen ist ein Gymnasium in Hattingen-Holthausen in Nordrhein-Westfalen. Es befindet sich dort in einem Schulzentrum. An der Schule wurden im Schuljahr 2011/12 etwa 1420 Schüler von 69 Lehrern sowie sieben Referendaren unterrichtet.

## Geschichte
Das Gymnasium wurde 1969 gegründet und befand sich an der Bismarckstraße. 1975 wurde mit dem Bau eines neuen Schulgebäudes begonnen. Für die Schule wurden auch eine Dreifachsporthalle, eine Sportarena mit Rasenplatz sowie ein Hallenbad gebaut. Als beim Bau die Baukosten 50 Millionen DM zu überschreiten drohte, wurde der Bau der bereits eingeplanten Mensa, die eine Ganztagsschule mit Schulverpflegung hätte versorgen können, zunächst gestrichen. Die gesamten Baukosten betrugen einschließlich der Innenausstattung schließlich 42,9 Millionen DM. Im Sommer 1978 wurde das neue Gebäude bezogen. Neben dem Gymnasium zog die Hauptschule, die vorher ihren Sitz im Gebäude „Heggerfeld“ hatte, mit in die neuen Räumlichkeiten ein. Seit 2003 befindet sich in den Baulichkeiten, die nun als Schulzentrum Holthausen bezeichnet werden, auch die Marie-Curie-Realschule Holthausen. Jedoch schloss die Realschule am 31. Juli 2016 aufgrund von zu wenigen Schülern und verließ somit die Räume im Schulzentrum Holthausen. Seit November 2017 befindet sich ein Teil des Berufskollegs in den Räumen der Realschule.
Während ihrer Schulzeit an dem Gymnasium feierte die Kunstturnerin Annette Michler ihre sportlichen Erfolge.

## Angebote
An der Schule gibt es neben vielen AGs und Projektgruppen, insbesondere in Sport und im künstlerisch-musischen Bereich, eine Arbeitsgemeinschaft, die auf die französische Sprachprüfung DELF vorbereitet. Die Roboter-AG nahm erfolgreich am Roboter-Wettbewerb 2007 und 2011 der Landesinitiative „Zukunft durch Innovation.NRW“ teil. Ein besonderer Schwerpunkt der Schule ist das umfangreiche Förder- und Betreuungsangebot. Die Schule nimmt an der Initiative „Kommit“ teil, deren Anliegen es ist, durch gezielte individuelle Förderung die Zahl der Wiederholer am Ende des Schuljahres zu reduzieren. Es besteht eine Kooperation der Oberstufen mit dem Gymnasium Waldstraße, um ein breiteres Fächerangebot anbieten zu können.

## Ehemalige Schüler
- Dirk Glaser (* 1958), Journalist; Bürgermeister von Hattingen
- Sebastian Münster (* 1971), Schauspieler
- Lars Banhold (* 1982), Autor und Übersetzer
- Alina Süggeler (* 1985), Sängerin von Frida Gold